# Herbert Hungerford
Herbert Barker Hungerford (ur. 30 sierpnia 1885 w Mahasce, zm. 13 maja 1963 w Lawrence) – amerykański entomolog, specjalizujący się w hemipterologii.

## Życiorys
Herbert urodził się 30 sierpnia 1885 roku w Mahasce w stanie Kansas jako syn Artemusa Manwarringa i Berthy Estelle Hungerfordów. Uczęszczał do Kansas State Normal School w Emporii (obecny Emporia State University), gdzie w 1911 roku otrzymał tytuł bakałarza, a w 1913 roku magistra. Od 1911 roku nauczał entomologii na Uniwersytecie Kansas. W 1913 roku otrzymał tam stanowisko adiunkta, w 1917 roku profesora nadzwyczajnego, a w 1920 roku profesora zwyczajnego. W 1916 roku rozpoczął również studia doktorskie na Uniwersytecie Cornella. Stopień doktora uzyskał w 1918 roku. Latem 1921 roku wykładał na University of Minnesota. W miesiącach letnich lat 1923–1954 pracował w biologicznej stacji badawczej University of Michigan. Od 1924 do 1949 roku piastował stanowisko kierownika Wydziału Entomologii Uniwersytetu Kansas. W latach tych pełnił także funkcję entomologa stanowego oraz zasiadał w Kansas Entomological Commision. Od 1949 roku do odejścia na emeryturę w roku 1956 prowadził już tylko pracę badawczą, rezygnując z pracy administracyjnej. Zmarł 13 maja 1963 roku w Lawrence w stanie Kansas. Tam też został pochowany na Oak Hill Cemetery.
Jego żoną była Mary Frances Kenney. Poznał ją w koledżu i poślubił w 1905 roku. Mieli jedną córkę.

## Praca naukowa
Hungerford był specjalistą od wodnych pluskwiaków różnoskrzydłych, tj. przedstawicieli Nepomorpha i Gerromorpha. Zajmował się ich fauną światową ze szczególnym uwzględnieniem fauny półkuli zachodniej. Opisał liczne nowe dla nauki taksony. Był mentorem dla wielu późniejszych specjalistów od hemipterologii.
Odbywał podróże do licznych europejskich muzeów przyrodniczych, w tym do Muzeum Historii Naturalnej w Londynie, Muzeum Historii Naturalnej w Paryżu, Muzeum Historii Naturalnej w Berlinie, Muzeum Historii Naturalnej w Wiedniu, Węgierskiego Muzeum Historii Naturalnej w Budapeszcie oraz Muzeum Ewolucji w Uppsali.
Był członkiem licznych towarzystw naukowych, w tym American Association for the Advancement of Science, American Association of Economic Entomologists, Limnological Society of America, Kansas Academy of Science, Kansas Horticular Society oraz Phi Beta Kappa Society. Brał udział w tworzeniu Kansas Entomological Society i dwukrotnie pełnił funkcję jego prezydenta w latach 1929–1930 oraz 1938–1940. W 1929 roku został członkiem, potem skarbnikiem, a w 1936 roku prezydentem Entomological Society of America. W latach 1938–1940 był prezydentem kansaskiego oddziału Sigma Xi. W 1953 roku wybrano go prezydentem Society of Systematic Zoology.

## Upamiętnienie
Na cześć Hungerforda nazwano liczne gatunki owadów wodnych, w tym: Brychius hungerfordi, Coelopterocoris hungefordi, Cylindrostethus hungefordi, Gelastocoris hungefordi, Hebrus hungefordi, Heterocorixia hungefordi, Martarega hungefordi, Microvelia hungefordi, Coelopterocoris hungefordi, Notonecta hungefordi, Ochterus hungefordi, Paravelia hungefordi, Ranatra hungefordi, Rhagovelia hungefordi, Sigara hungefordi, Tenagobia hungefordi i Velia hungefordi.